# Myrto Uzuni
Myrto Artan Uzuni (Berat, 31 maggio 1995) è un calciatore albanese, attaccante dell'Austin FC e della nazionale albanese.

## Carriera

### Club
Il 3 settembre 2018 viene acquistato a titolo definitivo dalla squadra croata del Lokomotiva Zagabria per 350.000 euro, con cui firma un contratto quadriennale con scadenza il 30 giugno 2022.
Il 7 agosto 2020 viene acquistato a titolo definitivo dalla squadra ungherese del Ferencváros per 1,8 milioni di euro, con cui firma un contratto quadriennale con scadenza il 30 giugno 2024.
Il 16 settembre 2020 grazie ad un suo goal contro la Dinamo Zagabria il suo club riesce a passare il 3º turno preliminare di Champions League qualificandosi ai play-off della massima competizione europea. Il 23 settembre contribuisce al pareggio del suo club nella trasferta contro il Molde in Norvegia, mentre, il 29 settembre seguente, dopo aver giocato per intero la partita, si rende protagonista della storica qualificazione del Ferencváros a distanza di 25 anni dall'ultima partecipazione. Il 24 novembre dello stesso anno realizza il momentaneo vantaggio per il club ungherese all'Allianz Stadium contro la Juventus, emulando la tipica esultanza dell'avversario Cristiano Ronaldo; il match poi viene vinto dai bianconeri. Conclude la prima stagione in biancoverde con 12 reti in 26 presenze.
La seconda stagione comincia nel migliore dei modi con Uzuni che, il 13 luglio 2021, mette a segno una tripletta nel primo turno preliminare della UEFA Champions League 2021-2022.
Il 31 gennaio 2022 viene acquistato a titolo definitivo per 4 milioni di euro dalla squadra spagnola del Granada.

### Nazionale
Debutta con l'Under-21 il 28 marzo 2015 nella partita valida per le qualificazioni ad Euro 2017, finita 0-2 contro il Liechtenstein Under-21.
Il 2 ottobre 2018 riceve la sua prima convocazione dalla nazionale albanese per la partita amichevole contro la Giordania del 10 ottobre 2018 e quella valida per la Nations League contro Israele del 14 ottobre 2018.
Il 10 ottobre successivo fa il suo esordio con la nazionale albanese nella partita amichevole contro la Giordania, subentrando nel secondo tempo, match poi terminato sullo 0 a 0.

## Statistiche

### Presenze e reti nei club
Statistiche aggiornate al 9 novembre 2024.
| Stagione                   | Squadra                    | Campionato                 | Campionato | Campionato | Coppe nazionali | Coppe nazionali | Coppe nazionali | Coppe continentali | Coppe continentali | Coppe continentali | Altre coppe | Altre coppe | Altre coppe | Totale | Totale |
| Stagione                   | Squadra                    | Comp                       | Pres       | Reti       | Comp            | Pres            | Reti            | Comp               | Pres               | Reti               | Comp        | Pres        | Reti        | Pres   | Reti   |
| -------------------------- | -------------------------- | -------------------------- | ---------- | ---------- | --------------- | --------------- | --------------- | ------------------ | ------------------ | ------------------ | ----------- | ----------- | ----------- | ------ | ------ |
| 2013-2014                  | Tomori                     | KP                         | 11         | 1          | CA              | 4               | 2               | -                  | -                  | -                  | -           | -           | -           | 15     | 3      |
| 2014-gen. 2015             | Tomori                     | KP                         | 12         | 2          | CA              | 1               | 0               | -                  | -                  | -                  | -           | -           | -           | 13     | 2      |
| Totale Tomori              | Totale Tomori              | Totale Tomori              | 23         | 3          |                 | 5               | 2               |                    | -                  | -                  |             | -           | -           | 28     | 5      |
| gen.-giu. 2015             | Apolonia Fier              | KS                         | 18         | 1          | CA              | 2               | 1               | -                  | -                  | -                  | -           | -           | -           | 20     | 2      |
| 2015-2016                  | Apolonia Fier              | KP                         | 25         | 5          | CA              | 4               | 1               | -                  | -                  | -                  | -           | -           | -           | 29     | 6      |
| 2016-2017                  | Apolonia Fier              | KP                         | 26         | 17         | CA              | 3               | 4               | -                  | -                  | -                  | -           | -           | -           | 29     | 21     |
| Totale Apolonia Fier       | Totale Apolonia Fier       | Totale Apolonia Fier       | 69         | 23         |                 | 9               | 6               |                    | -                  | -                  |             | -           | -           | 78     | 29     |
| 2017-2018                  | Laçi                       | KS                         | 35         | 10         | CA              | 7               | 1               | -                  | -                  | -                  | -           | -           | -           | 42     | 11     |
| lug.-set. 2018             | Laçi                       | KS                         | 3          | 1          | CA              | 0               | 0               | UEL                | 4                  | 1                  | SA          | 1           | 0           | 8      | 2      |
| Totale Laçi                | Totale Laçi                | Totale Laçi                | 38         | 11         |                 | 7               | 1               |                    | 4                  | 1                  |             | 1           | 0           | 50     | 13     |
| 2018-2019                  | Lokomotiva Zagabria        | 1. HNL                     | 29         | 7          | CC              | 3               | 1               | -                  | -                  | -                  | -           | -           | -           | 32     | 8      |
| 2019-2020                  | Lokomotiva Zagabria        | 1. HNL                     | 32         | 9          | CC              | 5               | 3               | -                  | -                  | -                  | -           | -           | -           | 37     | 12     |
| Totale Lokomotiva Zagabria | Totale Lokomotiva Zagabria | Totale Lokomotiva Zagabria | 61         | 16         |                 | 8               | 4               |                    | -                  | -                  |             | -           | -           | 69     | 20     |
| 2020-2021                  | Ferencváros                | NB1                        | 26         | 12         | CU              | 1               | 0               | UCL                | 9                  | 3                  | -           | -           | -           | 36     | 15     |
| 2021-gen. 2022             | Ferencváros                | NB1                        | 16         | 7          | CU              | 2               | 8               | UCL+UEL            | 8+5                | 4+2                | -           | -           | -           | 31     | 21     |
| Totale Ferencváros         | Totale Ferencváros         | Totale Ferencváros         | 42         | 19         |                 | 3               | 8               |                    | 22                 | 9                  |             | -           | -           | 67     | 36     |
| gen.-giu. 2022             | Granada                    | PD                         | 15         | 1          | CR              | -               | -               | -                  | -                  | -                  | -           | -           | -           | 15     | 1      |
| 2022-2023                  | Granada                    | SD                         | 38         | 23         | CR              | 1               | 0               | -                  | -                  | -                  | -           | -           | -           | 39     | 23     |
| 2023-2024                  | Granada                    | PD                         | 34         | 11         | CR              | 0               | 0               | -                  | -                  | -                  | -           | -           | -           | 34     | 11     |
| 2024-gen. 2025             | Granada                    | SD                         | 18         | 14         | CR              | 0               | 0               | -                  | -                  | -                  | -           | -           | -           | 18     | 14     |
| Totale Granada             | Totale Granada             | Totale Granada             | 105        | 49         |                 | 1               | 0               |                    | -                  | -                  |             | -           | -           | 106    | 49     |
| 2025                       | Austin FC                  | MLS                        | 12         | 1          | USOC            | 2               | 1               | -                  | -                  | -                  | -           | -           | -           | 14     | 2      |
| Totale carriera            | Totale carriera            | Totale carriera            | 350        | 122        |                 | 35              | 22              |                    | 26                 | 10                 |             | 1           | 0           | 412    | 154    |

### Cronologia presenze e reti in nazionale
| Cronologia completa delle presenze e delle reti in nazionale ― Albania | Cronologia completa delle presenze e delle reti in nazionale ― Albania | Cronologia completa delle presenze e delle reti in nazionale ― Albania | Cronologia completa delle presenze e delle reti in nazionale ― Albania | Cronologia completa delle presenze e delle reti in nazionale ― Albania | Cronologia completa delle presenze e delle reti in nazionale ― Albania | Cronologia completa delle presenze e delle reti in nazionale ― Albania | Cronologia completa delle presenze e delle reti in nazionale ― Albania |
| Data                                                                   | Città                                                                  | In casa                                                                | Risultato                                                              | Ospiti                                                                 | Competizione                                                           | Reti                                                                   | Note                                                                   |
| ---------------------------------------------------------------------- | ---------------------------------------------------------------------- | ---------------------------------------------------------------------- | ---------------------------------------------------------------------- | ---------------------------------------------------------------------- | ---------------------------------------------------------------------- | ---------------------------------------------------------------------- | ---------------------------------------------------------------------- |
| 10-10-2018                                                             | Elbasan                                                                | Albania                                                                | 0 – 0                                                                  | Giordania                                                              | Amichevole                                                             | -                                                                      | 46’ 83’                                                                |
| 14-10-2018                                                             | Be'er Sheva                                                            | Israele                                                                | 2 – 0                                                                  | Albania                                                                | UEFA Nations League 2018-2019 - 1º turno                               | -                                                                      |                                                                        |
| 17-11-2018                                                             | Scutari                                                                | Albania                                                                | 0 – 4                                                                  | Scozia                                                                 | UEFA Nations League 2018-2019 - 1º turno                               | -                                                                      |                                                                        |
| 20-11-2018                                                             | Elbasan                                                                | Albania                                                                | 1 – 0                                                                  | Galles                                                                 | Amichevole                                                             | -                                                                      |                                                                        |
| 22-3-2019                                                              | Scutari                                                                | Albania                                                                | 0 – 2                                                                  | Turchia                                                                | Qual. Euro 2020                                                        | -                                                                      |                                                                        |
| 25-3-2019                                                              | Andorra la Vella                                                       | Andorra                                                                | 0 – 3                                                                  | Albania                                                                | Qual. Euro 2020                                                        | -                                                                      |                                                                        |
| 11-6-2019                                                              | Elbasan                                                                | Albania                                                                | 2 – 0                                                                  | Moldavia                                                               | Qual. Euro 2020                                                        | -                                                                      |                                                                        |
| 7-9-2019                                                               | Saint-Denis                                                            | Francia                                                                | 4 – 1                                                                  | Albania                                                                | Qual. Euro 2020                                                        | -                                                                      |                                                                        |
| 7-9-2020                                                               | Tirana                                                                 | Albania                                                                | 0 – 1                                                                  | Lituania                                                               | UEFA Nations League 2020-2021 - 1º turno                               | -                                                                      | 60’                                                                    |
| 11-11-2020                                                             | Elbasan                                                                | Albania                                                                | 2 – 1                                                                  | Kosovo                                                                 | Amichevole                                                             | 1                                                                      | 85’                                                                    |
| 15-11-2020                                                             | Tirana                                                                 | Albania                                                                | 3 – 1                                                                  | Kazakistan                                                             | UEFA Nations League 2020-2021 - 1º turno                               | -                                                                      | 67’                                                                    |
| 18-11-2020                                                             | Tirana                                                                 | Albania                                                                | 3 – 2                                                                  | Bielorussia                                                            | UEFA Nations League 2020-2021 - 1º turno                               | -                                                                      | 71’ 90+2’                                                              |
| 25-3-2021                                                              | Andorra la Vella                                                       | Andorra                                                                | 0 – 1                                                                  | Albania                                                                | Qual. Mondiali 2022                                                    | -                                                                      | 62’                                                                    |
| 28-3-2021                                                              | Tirana                                                                 | Albania                                                                | 0 – 2                                                                  | Inghilterra                                                            | Qual. Mondiali 2022                                                    | -                                                                      |                                                                        |
| 31-3-2021                                                              | Serravalle                                                             | San Marino                                                             | 0 – 2                                                                  | Albania                                                                | Qual. Mondiali 2022                                                    | 1                                                                      | 46’                                                                    |
| 2-9-2021                                                               | Varsavia                                                               | Polonia                                                                | 4 – 1                                                                  | Albania                                                                | Qual. Mondiali 2022                                                    | -                                                                      | 83’                                                                    |
| 5-9-2021                                                               | Elbasan                                                                | Albania                                                                | 1 – 0                                                                  | Ungheria                                                               | Qual. Mondiali 2022                                                    | -                                                                      |                                                                        |
| 8-9-2021                                                               | Elbasan                                                                | Albania                                                                | 5 – 0                                                                  | San Marino                                                             | Qual. Mondiali 2022                                                    | 1                                                                      | 81’                                                                    |
| 9-10-2021                                                              | Budapest                                                               | Ungheria                                                               | 0 – 1                                                                  | Albania                                                                | Qual. Mondiali 2022                                                    | -                                                                      | 66’                                                                    |
| 12-10-2021                                                             | Tirana                                                                 | Albania                                                                | 0 – 1                                                                  | Polonia                                                                | Qual. Mondiali 2022                                                    | -                                                                      | 58’                                                                    |
| 12-11-2021                                                             | Londra                                                                 | Inghilterra                                                            | 5 – 0                                                                  | Albania                                                                | Qual. Mondiali 2022                                                    | -                                                                      | 86’                                                                    |
| 15-11-2021                                                             | Tirana                                                                 | Albania                                                                | 1 – 0                                                                  | Andorra                                                                | Qual. Mondiali 2022                                                    | -                                                                      |                                                                        |
| 26-3-2022                                                              | Cornellà de Llobregat                                                  | Spagna                                                                 | 2 – 1                                                                  | Albania                                                                | Amichevole                                                             | 1                                                                      | 61’                                                                    |
| 10-6-2022                                                              | Tirana                                                                 | Albania                                                                | 1 – 2                                                                  | Israele                                                                | UEFA Nations League 2022-2023 - 1º turno                               | -                                                                      | 84’                                                                    |
| 13-6-2022                                                              | Tirana                                                                 | Albania                                                                | 0 – 0                                                                  | Estonia                                                                | Amichevole                                                             | -                                                                      | 46’                                                                    |
| 24-9-2022                                                              | Tel Aviv                                                               | Israele                                                                | 2 – 1                                                                  | Albania                                                                | UEFA Nations League 2022-2023 - 1º turno                               | 1                                                                      | 78’                                                                    |
| 27-9-2022                                                              | Tirana                                                                 | Albania                                                                | 1 – 1                                                                  | Islanda                                                                | UEFA Nations League 2022-2023 - 1º turno                               | -                                                                      |                                                                        |
| 16-11-2022                                                             | Tirana                                                                 | Albania                                                                | 1 – 3                                                                  | Italia                                                                 | Amichevole                                                             | -                                                                      | 77’                                                                    |
| 27-3-2023                                                              | Varsavia                                                               | Polonia                                                                | 1 – 0                                                                  | Albania                                                                | Qual. Euro 2024                                                        | -                                                                      |                                                                        |
| 17-6-2023                                                              | Tirana                                                                 | Albania                                                                | 2 – 0                                                                  | Moldavia                                                               | Qual. Euro 2024                                                        | -                                                                      | 87’                                                                    |
| 20-6-2023                                                              | Tórshavn                                                               | Fær Øer                                                                | 1 – 3                                                                  | Albania                                                                | Qual. Euro 2024                                                        | -                                                                      | 67’                                                                    |
| 7-9-2023                                                               | Praga                                                                  | Rep. Ceca                                                              | 1 – 1                                                                  | Albania                                                                | Qual. Euro 2024                                                        | -                                                                      | 84’                                                                    |
| 10-9-2023                                                              | Tirana                                                                 | Albania                                                                | 2 – 0                                                                  | Polonia                                                                | Qual. Euro 2024                                                        | -                                                                      | 62’                                                                    |
| 17-10-2023                                                             | Tirana                                                                 | Albania                                                                | 2 – 0                                                                  | Bulgaria                                                               | Amichevole                                                             | -                                                                      |                                                                        |
| 20-11-2023                                                             | Tirana                                                                 | Albania                                                                | 0 – 0                                                                  | Fær Øer                                                                | Qual. Euro 2024                                                        | -                                                                      | 61’                                                                    |
| 10-9-2024                                                              | Tirana                                                                 | Albania                                                                | 0 – 1                                                                  | Georgia                                                                | UEFA Nations League 2024-2025 - 1º turno                               | -                                                                      | 81’ 90’                                                                |
| 16-11-2024                                                             | Tirana                                                                 | Albania                                                                | 0 – 0                                                                  | Rep. Ceca                                                              | UEFA Nations League 2024-2025 - 1º turno                               | -                                                                      | 84’                                                                    |
| 19-11-2024                                                             | Tirana                                                                 | Albania                                                                | 1 – 2                                                                  | Ucraina                                                                | UEFA Nations League 2024-2025 - 1º turno                               | -                                                                      | 46’                                                                    |
| 21-3-2025                                                              | Londra                                                                 | Inghilterra                                                            | 2 – 0                                                                  | Albania                                                                | Qual. Mondiali 2026                                                    | -                                                                      |                                                                        |
| 24-3-2025                                                              | Tirana                                                                 | Albania                                                                | 3 – 0                                                                  | Andorra                                                                | Qual. Mondiali 2026                                                    | -                                                                      | 75’                                                                    |
| 7-6-2025                                                               | Tirana                                                                 | Albania                                                                | 0 – 0                                                                  | Serbia                                                                 | Qual. Mondiali 2026                                                    | -                                                                      | 75’                                                                    |
| 10-6-2025                                                              | Riga                                                                   | Lettonia                                                               | 1 – 1                                                                  | Albania                                                                | Qual. Mondiali 2026                                                    | -                                                                      | 82’                                                                    |
| Totale                                                                 |                                                                        | Presenze (44º posto)                                                   | 42                                                                     |                                                                        | Reti (17º posto)                                                       | 6                                                                      |                                                                        |

| Cronologia completa delle presenze e delle reti in nazionale ― Albania under 21 | Cronologia completa delle presenze e delle reti in nazionale ― Albania under 21 | Cronologia completa delle presenze e delle reti in nazionale ― Albania under 21 | Cronologia completa delle presenze e delle reti in nazionale ― Albania under 21 | Cronologia completa delle presenze e delle reti in nazionale ― Albania under 21 | Cronologia completa delle presenze e delle reti in nazionale ― Albania under 21 | Cronologia completa delle presenze e delle reti in nazionale ― Albania under 21 | Cronologia completa delle presenze e delle reti in nazionale ― Albania under 21 |
| Data                                                                            | Città                                                                           | In casa                                                                         | Risultato                                                                       | Ospiti                                                                          | Competizione                                                                    | Reti                                                                            | Note                                                                            |
| ------------------------------------------------------------------------------- | ------------------------------------------------------------------------------- | ------------------------------------------------------------------------------- | ------------------------------------------------------------------------------- | ------------------------------------------------------------------------------- | ------------------------------------------------------------------------------- | ------------------------------------------------------------------------------- | ------------------------------------------------------------------------------- |
| 28-3-2015                                                                       | Vaduz                                                                           | Liechtenstein under 21                                                          | 0 – 2                                                                           | Albania under 21                                                                | Qual. Europeo Under-21 2017                                                     | -                                                                               |                                                                                 |
| 16-6-2015                                                                       | Sollentuna                                                                      | Svezia under 21                                                                 | 4 – 1                                                                           | Albania under 21                                                                | Amichevole                                                                      | -                                                                               | 46’                                                                             |
| 16-11-2015                                                                      | Tirana                                                                          | Albania under 21                                                                | 2 – 0                                                                           | Liechtenstein under 21                                                          | Qual. Europeo Under-21 2017                                                     | -                                                                               | 90’                                                                             |
| 20-5-2016                                                                       | Zell am See                                                                     | Rep. Ceca under 21                                                              | 1 – 1                                                                           | Albania under 21                                                                | Amichevole                                                                      | 1                                                                               | 82’                                                                             |
| 23-5-2016                                                                       | Mittersill                                                                      | Rep. Ceca under 21                                                              | 1 – 1                                                                           | Albania under 21                                                                | Amichevole                                                                      | -                                                                               | 73’                                                                             |
| 10-8-2016                                                                       | San Benedetto del Tronto                                                        | Italia under 21                                                                 | 0 – 0                                                                           | Albania under 21                                                                | Amichevole                                                                      | -                                                                               | 55’                                                                             |
| 10-10-2016                                                                      | Petah Tiqwa                                                                     | Israele under 21                                                                | 4 – 0                                                                           | Albania under 21                                                                | Qual. Europeo Under-21 2017                                                     | -                                                                               |                                                                                 |
| Totale                                                                          |                                                                                 | Presenze                                                                        | 7                                                                               |                                                                                 | Reti                                                                            | 1                                                                               |                                                                                 |

## Palmarès

### Club

#### Competizioni nazionali
- Campionato ungherese: 1

Ferencváros: 2020-2021
- Segunda División: 1

Granada: 2022-2023

### Individuale
- Capocannoniere della Coppa d'Ungheria: 1

2021-2022 (8 gol)
- Capocannoniere della Segunda División: 1

2022-2023 (23 gol)